# Holmträsket (Stensele socken, Lappland, 723060-153782)
Holmträsket är en sjö i Storumans kommun i Lappland och ingår i Umeälvens huvudavrinningsområde. Sjön har en area på 0,092 kvadratkilometer och ligger 498,2 meter över havet. Sjön avvattnas av vattendraget Volvobäcken.

## Delavrinningsområde
Holmträsket ingår i det delavrinningsområde (722920-153849) som SMHI kallar för Ovan 722653-153943. Medelhöjden är 508 meter över havet och ytan är 12,29 kvadratkilometer. Det finns inga avrinningsområden uppströms utan avrinningsområdet är högsta punkten. Volvobäcken som avvattnar avrinningsområdet har biflödesordning 3, vilket innebär att vattnet flödar genom totalt 3 vattendrag innan det når havet efter 322 kilometer. Avrinningsområdet består mestadels av skog (85 procent). Avrinningsområdet har 0,39 kvadratkilometer vattenytor vilket ger det en sjöprocent på 3,2 procent.